# Air Dingin (Simeulue Timur)
Air Dingin is een bestuurslaag in het regentschap Simeulue van de provincie Atjeh, Indonesië. Air Dingin telt 2728 inwoners (volkstelling 2010).